# 陈学军
陈学军（1959年6月—），男，江苏宝应人，中华人民共和国政治人物，曾任唐山市人民政府市长。

## 生平
1977年入职为唐山开平区洼里乡基层民警。1987年10月，加入中国共产党。1992年，担任唐山市开平区公安分局局长。1995年，担任唐山市开平区副区长。1998年，升任区长。2003年，担任唐山市副市长。2013年，担任唐山市政府代市长、市长。2015年5月，任河北省住房和城乡建设厅党组书记。2015年6月6日，河北省纪委宣布其涉嫌严重违纪违法，正接受组织调查。

## 家庭
父亲曾在唐山市工商局担任领导，头脑灵活，曾开过水泥厂，供应唐山的一些大型国企，获利颇丰。受父亲影响，陈学军在当基层民警时就开始经商。他曾开办多个小企业，包括一家小钢厂，都赚了不少钱。陈在当地商界被称为“隐形富豪”，在官场上亦被认为“高层背景深厚”。
妻子孙慧芬。陈学军在洼里当民警时与洼里卫生院当医生的孙慧芬成婚，两人育有一子，毕业于华北电力大学，就职于电力系统。陈学军之子喜欢石油生意，在唐山多地参股加油站，也涉足矿山买卖；其介入吹沙造地和其他工程项目，引起诸多非议，导致其父被举报。陈学军被抓，除了涉及在唐山的经济问题，更重要的是，他涉及为某北京高官洗钱，数额惊人。